# Бужок (притока Теплику)
Бужок, Чорна Уманка — річка в Україні, у Гайсинському районі Вінницької області. Права притока Теплику (басейн Південного Бугу).

## Опис
Довжина річки 5 км. Формується з декількох безіменних струмків та водойм.

## Розташування
Бере початок у селі Залужжя. Тече переважно на південний схід і Бджільні впадає у річку Теплик, праву притоку Удичу.
Річку перетинає автомобільна дорога Т 0224